# Ledenika
Ledenika (bulgarisch Леденика) ist eine Höhle in Bulgarien. Sie  liegt im nordwestlichen Teil des bulgarischen Naturparks Wratschanski Balkan (westliches Balkangebirge), 16 km westlich der Stadt Wraza.
Die Höhle ist ca. 320 Meter lang  und verkarstet. Es handelt sich um eine sehr kalte Höhle. Im  Winter bilden sich um den Eingangsbereich Eiszapfen, weshalb die Höhle Ledenika (Gletscher) genannt wird. In der Höhle fanden einige Konzerte und Vorstellungen statt. Ledenika ist die bekannteste und am meisten besuchte Höhle Bulgariens. 
2010 wurde der Ledenika Peak in der Antarktis nach der Höhle benannt.